# Grigori Alexandrowitsch Gamburzew
Grigori Alexandrowitsch Gamburzew (russisch Григорий Александрович Гамбурцев; * 10. Märzjul. / 23. März 1903greg. in St. Petersburg; † 28. Juni 1955 in Moskau) war ein russischer Geophysiker, Seismologe und Hochschullehrer.

## Leben
Gamburzews Vater Alexander Alexandrowitsch Gamburzew war General der Kaiserlich Russischen Armee, der nach der Oktoberrevolution in Bildungseinrichtungen der Roten Armee lehrte und verantwortungsvolle Aufgaben in der Hauptverwaltung der Roten Armee übernahm. Gamburzew studierte an der  physikalisch-mathematischen Fakultät der Universität Moskau (MGU) mit Abschluss 1926.
Neben dem Studium war Gamburzew Mitarbeiter des Instituts für Physik und arbeitete in der Sonderkommission für die Kursker Magnetanomalie (1922–1926). Darauf wurde er Mitarbeiter des Laboratoriums für Photochemie der Moskauer Außenstelle der Kommission zur Erforschung der Produktivkräfte der Akademie der Wissenschaften der UdSSR (AN-SSSR, seit 1991 Russische Akademie der Wissenschaften (RAN)) (1926–1932). Daneben lehrte er an der geophysikalischen Fakultät des Moskauer Instituts für Prospektion (MGRI).
1932 wurde Gamburzew Leiter des seismologischen Laboratoriums des Instituts für Erdölprospektion (NGRI). 1934 wechselte er in das Allunionsbüro für geophysikalische Prospektion (WKGR). 1938–1949 arbeitete er im Institut für Theoretische Geophysik der AN-SSSR. 1939 wurde er zum Doktor der physikalisch-mathematischen Wissenschaften promoviert. Er leitete die Abteilung für physikalische Methoden der Prospektion und wurde Professor. Er entwickelte einen neuartigen Seismographen und dazu die mathematische Theorie für dessen Einsatz. Auch entwickelte er eine neue Methode der
Refraktionsseismik zur Lagerstättensuche. Ein weiterer Arbeitsschwerpunkt war die Erdbebenvorhersage.
Gamburzew leitete die geophysikalischen Arbeiten in  Ischimbai, dem Zweiten Baku, (1941–1943) und auf der Halbinsel Apscheron (1943–1944). Er war Chef der Osteuropa-Expedition der AN-SSSR (1941–1943), Professor am Lehrstuhl für geophysikalische und geochemische Methoden der Prospektion der Gubkin-Universität für Erdöl und Gas (1944–1953), Organisator und dann Chef der Geophysikalischen Expedition für die Uranerzprospektion (1946–1951) und Vizedirektor des Instituts für Geophysik der AN-SSSR. 1945 bereitete er die Rohstoffbasis für die neue Atomindustrie vor. Assistentin bei seinen Expeditionen war seine Frau Luisa (Perl) Samuilowna geborene Weizmann, die am Sternberg-Institut für Astronomie studiert hatte (Abschluss 1937). Zu seinen Schülern gehörte Lew Alexandrowitsch Rjabinkin.
1946 wurde Gamburzew Direktor des Instituts für Geophysik der AN-SSSR und Korrespondierendes Mitglied der AN-SSSR. 1955 wurde er Wirkliches Mitglied der AN-SSSR. Er starb auf einer Sitzung des Präsidiums der AN-SSSR, als sein Bericht und die Aufteilung seines zu groß gewordenen Instituts in drei selbständige Institute diskutiert wurden.
Gamburzew wurde auf dem Moskauer Nowodewitschi-Friedhof begraben.
An Gamburzew erinnert das Gamburzew-Gebirge in Ostantarktika, das 1958 von der sowjetischen Antarktisexpedition entdeckt wurde. Ebenso tragen eine tektonische Bergkette in der Bolschesemelskaja-Tundra, die Erdöllagerstätte Wal Gamburzewa im Autonomen Kreis der Nenzen und in der Oblast Archangelsk und das geophysikalische Forschungsschiff Akademiker Gamburzew sowie das Institut für Physik der Erde der RAN seinen Namen.

## Ehrungen, Preise
- Stalinpreis II. Klasse (1941)
- Medaille „Für heldenmütige Arbeit im Großen Vaterländischen Krieg 1941–1945“
- Orden des Roten Banners der Arbeit (1945)
- Leninorden (1953)